# Vachonus
Genre
Vachonus est un genre de scorpions de la famille des Buthidae.

## Distribution
Les espèces de ce genre se rencontrent en Inde et au Pakistan.

## Liste des espèces
Selon The Scorpion Files (01/04/2021) :
- Vachonus asiyaae Amir & Kamaluddin, 2009
- Vachonus inexpectatus Lourenço, 2015
- Vachonus iqbali Amir & Kamaluddin, 2009
- Vachonus rajasthanicus Tikader & Bastawade, 1983

## Étymologie
Ce genre est nommé en l'honneur de Max Vachon.

## Publication originale
- Tikader & Bastawade, 1983 : « The fauna of India: Scorpions. Scorpionida, Arachnida. » The Zoological Survey of India, Calcutta, vol. III, p. 1–668 (texte intégral).